# Gigliola Pierobon

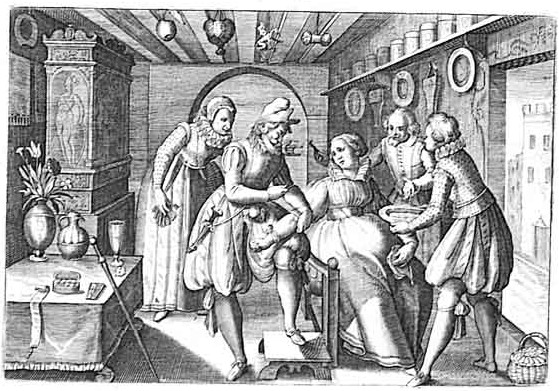
La pratica dell'aborto

Gigliola Pierobon (Padova, 1950) è un'attivista italiana.

## La vita e l'aborto
"Mi chiamo Gigliola Pierobon, molti mi conoscono come la ragazza che ha abortito e che nel giugno del 1973 è stata giudicata dal tribunale di Padova. La mia storia è diventata di dominio pubblico. La mia storia è nota come "il caso Pierobon".
Nacque nel 1950 in una famiglia di agricoltori di San Martino di Lupari, in provincia di Padova. Nel 1967, all'età di diciassette anni rimase incinta di un ventisettenne, suo compaesano. Il padre del bambino abbandonò la ragazza non appena seppe della gravidanza e di conseguenza Gigliola scelse di non portarla a termine. La sua fu una decisione molto sofferta, ma obbligata dalle circostanze: era giovane, sola e terrorizzata dalla reazione che avrebbero potuto avere i suoi genitori.
Nel 1967, l’accesso alle pratiche abortive era legato al censo: le donne benestanti potevano ricorrere alle poche cliniche italiane che effettuavano gli aborti clandestini o a quelle straniere. Questi interventi erano però tutti a pagamento e molto costosi, ma le ripercussioni sulla salute erano meno gravi rispetto a quelle che subivano le donne povere che abortivano grazie alla mammana, o praticona, rischiando la vita, come fece Gigliola. 
Una mattina di agosto si recò con tremila lire in tasca a Padova presso l'abitazione di una praticona. Subì un aborto clandestino con maglie di ferro e sonde rudimentali che le provocarono un’infezione. Per paura della denuncia, fu costretta a curarsi in casa, rischiando la vita, ma riuscì a superare l'operazione, senza gravi conseguenze. Il medico a cui si rivolse successivamente non fece il suo nome alle autorità giudiziarie e nessuno sembrò occuparsi di quel "segreto di famiglia". Si sposò a diciotto anni e a diciannove ebbe un esaurimento nervoso, per cui venne ricoverata per qualche mese. Partorì una bambina e successivamente si separò dal marito.
Le cose cambiarono nel 1970 quando una persona la indicò durante un'indagine come "colei che possiede l‘indirizzo di una donna che pratica aborti a Padova". Venne interrogata e confessò di avere interrotto la sua gravidanza tre anni prima. Il processo iniziò il 5 giugno 1973 e, a causa di questo, perse il lavoro con cui manteneva se stessa e la figlia.

## Il processo
Nel 1973 Gigliola Pierobon, ventitreenne, venne processata presso il tribunale di Padova per aver abortito clandestinamente, quando era ancora minorenne. Il suo, sarebbe stato un processo come tanti altri, se non fosse stato per il suo avvocato Bianca Guidetti Serra che lo trasformò in una battaglia ideologica, dimostrando che ciò che la sua assistita aveva subito riguardava migliaia di donne italiane ogni anno. Durante il processo si percepì un clima molto teso, influenzato anche dalle notizie estere. L'anno precedente, in Francia, venne intentata un'azione legale nei confronti della sedicenne Marie–Claire Chevalier, colpevole di aborto clandestino, e di sua madre che l'aveva aiutata. Tale accusa scatenò un dibattito sul tema dell'aborto. Nel 1973 la Corte Suprema degli Stati Uniti si pronunciò sul caso Roe contro Wade. 
In Italia era ancora in vigore il Codice penale di epoca fascista che condannava con la galera coloro che praticavano l'aborto, fino al 1943 era punibile con la pena di morte. Durante il processo ai danni di Gigliola Pierobon, non venne concesso all'opinione pubblica di ottenere informazioni sull'andamento della causa, che si chiuse presto in se stessa: non vennero ammessi testi, né venne considerata la richiesta da parte della difesa di riconsiderare la perizia ginecologica effettuata per verificare scientificamente l'aborto avvenuto. La difesa giudicò l'esame inutile e antiscientifico, in quanto venne eseguito quattro anni dopo l'aborto. Di conseguenza, le parole della ragazza risultarono essere l'unico elemento che provavano effettivamente il suo "crimine".
Qualche mese prima del processo Pierobon, a Roma venne organizzato un incontro per analizzare la condizione della donna, a cui parteciparono anche la madre di Marie-Claire e Simone de Beauvoir. Il dibattito finì in rissa, dimostrando come il tema dell'aborto fosse un argomento caldo in quel periodo, ragione per cui si cercò di concludere velocemente il caso di Gigliola. Il processo terminò il 7 giugno 1973, dopo appena tre giorni di lavoro. Venne centrato unicamente sulla fase accusatoria, dove il corpo di Gigliola ne uscì smembrato e umiliato. La storica Lorenza Perini, autrice di un libro sull'argomento, ritiene che il caso Pierobon dimostrò come la società fosse allora impreparata, incapace di riconoscere ciò che avveniva quotidianamente fuori dalle mura del Palazzo di giustizia.

## Il caso Pierobon come processo politico
Il processo fu un fallimento per la difesa, una distruzione per l'immagine di Gigliola e una delusione per tutte le donne che avevano tentato di rendere pubblico il caso, puntando alla modifica dell'art. 546 del Codice penale del 1930. Quest'ultimo articolo non venne cambiato, cosa che avverrà unicamente nel 1978, dopo un lungo dibattito all'interno del Parlamento, iniziato proprio con il caso Pierobon. La sentenza finale di Gigliola fu di "perdono giudiziale", la clemenza del giudice venne motivata dal fatto che nel mentre lei si era sposata ed era diventata madre di un altro bambino che non aveva abortito. Venne salvata dalla galera proprio per essere tornata a ricoprire il ruolo di donna-madre di famiglia che la società le imponeva. 
Ma fu la stessa Gigliola a decidere di rendere la sua storia un esempio: volle fare del suo caso un processo politico, capace di scuotere l'opinione pubblica: "voglio allargare il mio caso a tutte le donne, trasformare la mia condizione soggettiva per ritrovare il comune della nostra condizione. Insieme alle compagne del gruppo abbiamo deciso di fare del mio caso un processo politico". E ancora: "non sono la sola ad aver subito tale violenza. Questo è un affare privato che è diventato un processo pubblico contro noi tutte". 
In Italia si assistette a un fenomeno senza precedenti: centinaia di donne scesero in piazza, distribuendo volantini con il titolo: "La Costituzione non vale forse per le donne?". Il gruppo che sostenne Gigliola si riferiva al "diritto di libera procreazione", acquisito sulla carta con il diritto di voto nel 1946. Ovunque si videro manifesti con scritto "aborto libero e gratuito" e il 5 giugno, fuori dal tribunale, si presentarono molti sostenitori della donna. La mobilitazione attorno alla sua figura venne considerata da Perini come la "prima vera azione organizzata del femminismo in Italia". Ma alle 20.30 del giorno stesso molte manifestanti vennero insultate e minacciate con cinture da un gruppo di estrema destra, che si era infiltrato nella protesta. Venne identificato un aggressore che risultò essere un diciassettenne appartenente ad Avanguardia Nazionale. Lo scontro tra le femministe e i militanti di estrema destra fu evitato soltanto dall'intervento dei carabinieri. Il caso Pierobon contribuì a "risvegliare" molte donne: "Casalinghe che non leggono mai i giornali in questi giorni in giro per le pizze della città camminavano con due giornali sotto braccio, accettavano volantini, facevano dichiarazioni. Il processo, nonostante la sentenza è stato quindi una vittoria. Si è aperta una breccia nel muro di silenzio su una realtà che interessa milioni di donne".

## Le conseguenze del processo
Il processo a Gigliola cambiò la società. Nel settembre 1973 a Milano nacque il CISA (Centro d’Informazione sulla Sterilizzazione e sull’Aborto), coordinato dalle leader radicali Adele Faccio ed Emma Bonino. Il CISA infatti si federò da subito al Partito radicale. Venne finanziato da donatori anonimi ed occasionali e venne gestito con l’aiuto di medici e operatori volontari che organizzarono anche viaggi all’estero in Inghilterra o in Olanda, dove l’IVG era legale e le donne potevano abortire in sicurezza all’interno di cliniche specializzate. 
Le prime repressioni della disobbedienza civile avvennero nel gennaio 1975 quando venne ordinato l’arresto di Giorgio Conciani, ginecologo che dirigeva un ambulatorio a Firenze sulla cui porta erano affissi i simboli del Partito radicale e del CISA, e di tutte le donne presenti nella sua sala d’attesa. Seguirono Adele Faccio, Gianfranco Spadaccia (allora segretario del Partito Radicale) e alcuni attivisti, accusati tutti di associazione a delinquere e procurato aborto. Da quel momento molti esponenti radicali si autodenunciarono pubblicamente per procurato aborto, tra cui Emma Bonino, allora responsabile del CISA, che si consegnò spontaneamente alle autorità. Nei primi anni Settanta in Italia vennero creati molti collettivi, consultori e centri di aiuto per le donne.
Il 18 febbraio 1975, si arrivò alla svolta: la Corte Costituzionale emise la sentenza n.27 nella quale si dichiarava la non punibilità dell’aborto terapeutico. Venne dunque presa in esame la legittimità dell’art. 546 del Codice Rocco, allora in vigore, nella parte in cui: «chi cagiona l'aborto di donna consenziente anche qualora sia stata accertata la pericolosità della gravidanza per il benessere fisico o per l'equilibrio psichico della gestante». Alla fine delle discussioni, la Corte si dimostra a favore dell’incostituzionalità dell’articolo.